# Бражак
Бража́к (фр. и окс. Brageac) — коммуна во Франции, находится в регионе Овернь. Департамент — Канталь. Входит в состав кантона Пло. Округ коммуны — Морьяк.
Код INSEE коммуны — 15024.
Коммуна расположена приблизительно в 410 км к югу от Парижа, в 90 км юго-западнее Клермон-Феррана, в 34 км к северу от Орийака.

## Население
Население коммуны на 2008 год составляло 74 человека.
| 1962 | 1968 | 1975 | 1982 | 1990 | 1999 | 2008 |
| ---- | ---- | ---- | ---- | ---- | ---- | ---- |
| 86   | 107  | 92   | 80   | 64   | 67   | 74   |

## Экономика
В 2007 году среди 43 человек в трудоспособном возрасте (15—64 лет) 28 были экономически активными, 15 — неактивными (показатель активности — 65,1 %, в 1999 году было 83,9 %). Из 28 активных работали 24 человека (15 мужчин и 9 женщин), безработных было 4 (2 мужчин и 2 женщины). Среди 15 неактивных 2 человека были учениками или студентами, 5 — пенсионерами, 8 были неактивными по другим причинам.

## Достопримечательности
- Церковь Сен-Тибо (XI—XII века). Памятник истории с 1862 года[3]

## Фотогалерея

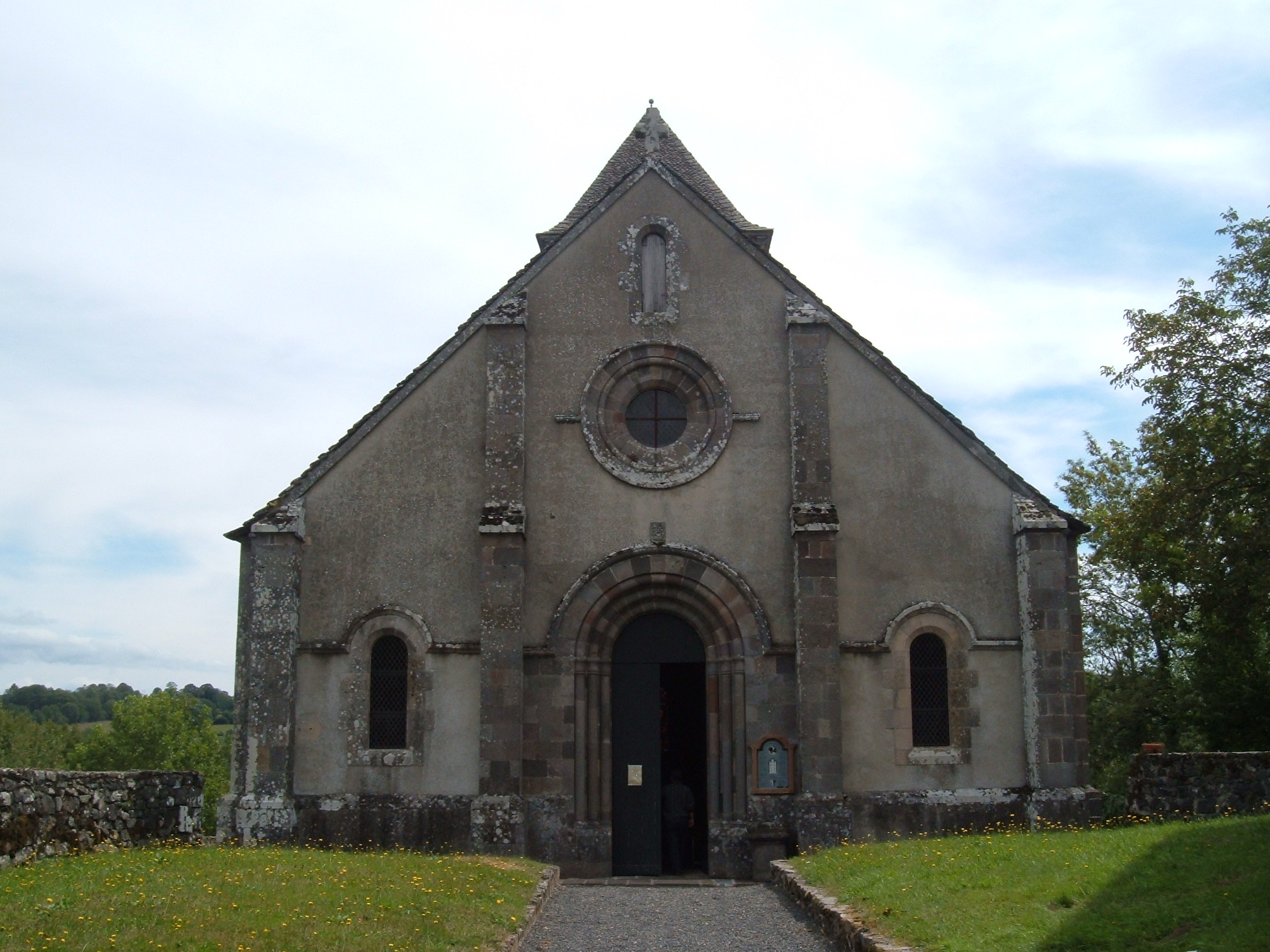
Церковь
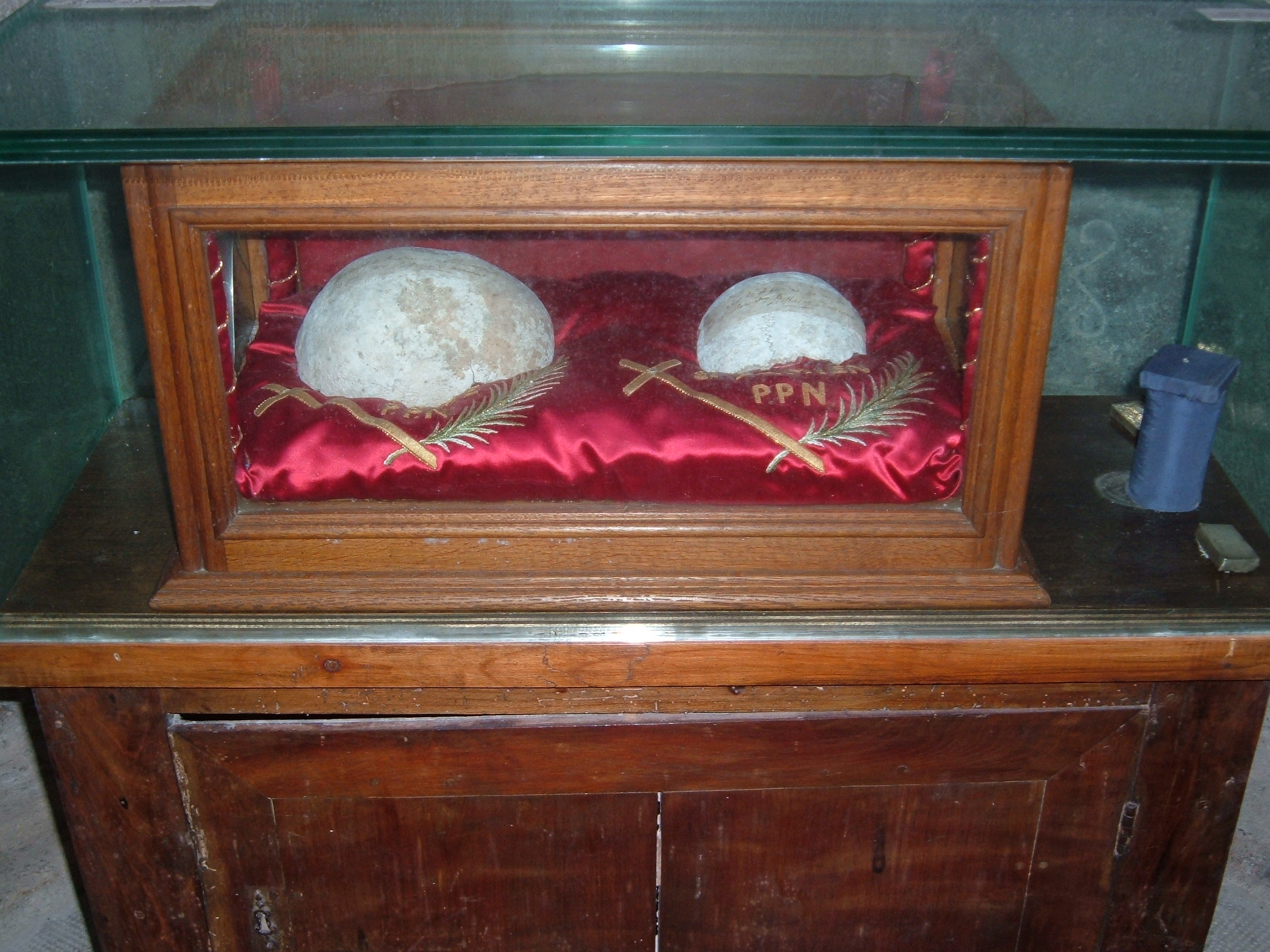
Главы Святых Космы и Дамиана
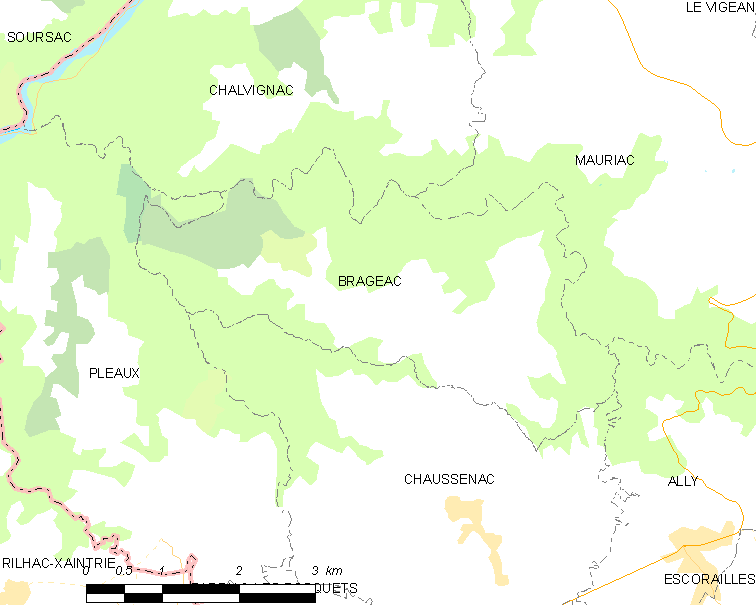
Карта коммуны